# トリエステ (強襲揚陸艦)
トリエステ（Trieste, L9890）は、イタリア海軍が建造を進めている強襲揚陸艦。ヘリコプター揚陸艦「ジュゼッペ・ガリバルディ」の後継艦として建造され、2023年に就役して交代する予定であった。しかし、実際には、2024年12月7日に就役した。イタリア海軍において第二次世界大戦後に建造された最大の軍艦である。母港はターラント。

## 来歴
イタリア海軍は、1987年よりサン・ジョルジョ級強襲揚陸艦を就役させて、空母型船型の揚陸艦の運用に着手した。また2009年に航空母艦「カヴール」が就役すると、前任の「ジュゼッペ・ガリバルディ」は固定翼機の運用を中止して、ヘリコプター揚陸艦として用いられるようになった。
当初、サン・ジョルジョ級と「ジュゼッペ・ガリバルディ」は2020年頃までに運用を終了する見込みであったことから、2010年代初頭より、これらの代艦に関する検討が開始された。初期には全長200メートル程度・排水量2万トン級の強襲揚陸艦 (LHD) 2隻を建造する計画であった。しかし検討の過程で、マルチハザード化およびグローバル化に伴う任務の多様化に対応するために更なる大型化が要求され、最終的に、アメリカ海軍の強襲揚陸艦に近いサイズとなった。一方で、サン・ジョルジョ級の更新は取りやめられ、「ジュゼッペ・ガリバルディ」のみを更新するように計画は変更された。
これによって、「ジュゼッペ・ガリバルディ」の代艦として建造されることになったのが本艦である。2017年7月に起工された当初、艦名は「タオン・ディ・リベレ」と予定されていたが、後に「トリエステ」に変更された。

## 設計
上記の経緯により、本艦は全長240メートル・最大幅36メートル、排水量も基準25,816トン・満載32,306トンと、中国人民解放軍海軍の075型強襲揚陸艦と並んで、アメリカ国外の同種艦艇としては最大級の大きさとなった。外見的な特徴としてアイランド（艦橋構造物）が航海・作戦用と航空管制用の2つに分割して設置されている点がある。これはイギリス海軍のクイーン・エリザベス級航空母艦と同様のものであり、機関や給排気系など艦内配置の合理化の観点から採用されたものとみられている。
ジェーン海軍年鑑では、本艦の推進機関はCODOG方式を採用しているものと記載しているが、資料によっては低速時に電気推進を使用するCODLOG方式として扱っているものもある。巡航機はMAN 20V32/44CRディーゼルエンジン（計30,000馬力）、あるいはこれに電気推進を組み合わせて使用する。一方、高速時にはロールス・ロイス マリントレントMT30ガスタービンエンジン（計97,000馬力）を使用する。
最大速力は25ノットとされており、艦隊作戦用の空母としても最低限使用可能である。なお航続距離は16ノットで7,000海里と見込まれている。

## 能力

### 航空運用機能
本艦は長さ230メートル×最大幅36メートルの全通飛行甲板を備えており、F-35B艦上戦闘機の運用も想定して、左舷側前方にスキージャンプを備える予定である。またイタリア軍自身は導入予定が無いものの、他国との共同作戦を考慮して、CH-53級の大型ヘリコプターやMV-22などの発着艦にも対応できるような艤装がなされている。
格納庫は長さ107.8メートル×幅25メートルを確保した。搭載機数は、揚陸艦として運用する場合にはNH90およびAW101ヘリコプターの混載で12から15機程度、また空母として運用する場合はF-35Bと各種ヘリコプターをあわせて20機強程度と、「カヴール」と同等規模の航空団の搭載を予定しているといわれている。

### 輸送揚陸機能
上陸用舟艇の運用のため、本艦は長さ50メートル×幅15メートルのウェルドックを備えており、LCM（機動揚陸艇）4隻を収容できる。また飛行甲板左舷側のスポンソンには、一回り小型のLCVP（車両人員揚陸艇）4隻も搭載できる。
上陸部隊としては604～750名を乗艦させることができる。車両甲板は、駐車レーンとして使った場合は総延長1,200メートルに及び、上記のウェルドックのほか、接岸時にはランプを通じて自走で出入りさせることもできる。

### 個艦防御機能
兵装としては、62口径76mm単装速射砲と25mm機関砲を3基ずつ備えるほか、アスター艦対空ミサイルのためのシルヴァー垂直発射機（VLS）を計16セル備えており、この種の艦としてはかなり重装備である。

## 艦歴
建造はナポリ近郊にあるフィンカンティエリのカステッランマーレ・ディ・スタービア造船所で行われた。最初の鋼材の切り出しはカステッランマーレ・ディ・スタービアにあるフィンカンティエリの工場で2017年7月12日に行われ、ちょうど7か月後の2018年2月20日にはスタビア造船所の船台に竜骨が配置されて建造が開始された。2019年5月25日に、イタリア大統領セルジョ・マッタレッラ臨席のもとに進水し、娘が名付け親となって同時に命名式が行われた。
2019年5月に、同艦はカステッランマーレ・ディ・スタービア造船所を出航し、艤装を完了するためにラ・スペツィアに向かった。建造工程には300人以上が関わり、艤装と完成工程には800人以上が関わった。イタリア海軍への引き渡しは2022年前半が予定されている。

## 比較表
|              |            | アメリカ級 フライト1  | 076型                     | 075型                     | トリエステ                        | フアン・カルロス1世                            | ミストラル級                      |
| ------------ | ---------- | --------------------- | ------------------------- | ------------------------- | --------------------------------- | ---------------------------------------------- | --------------------------------- |
| 船体         | 満載排水量 | 45,000 t              | 41,000 t                  | 36,000 - 40,000 t         | 38,000 t                          | 27,082 t                                       | 21,500 t                          |
| 船体         | 全長       | 257.3 m               | 252 m                     | 232 m                     | 245 m                             | 230.82 m                                       | 210 m                             |
| 船体         | 全幅       | 32.3 m                | 43 m                      | 36 m                      | 36 m                              | 32 m                                           | 32 m                              |
| 機関         | 方式       | CODLOG                | IFEP                      | CODAD                     | CODOG＋電気推進                   | CODAGE                                         | ディーゼル・エレクトリック        |
| 機関         | 出力       | 70,000 hp             | 不明                      | 65,000 hp                 | 102,000 hp                        | 29,500 hp                                      | 19,040 shp                        |
| 機関         | 速力       | 22 kt                 | 不明                      | 22 kt                     | 25 kt                             | 19.5 kt                                        | 18.8 kt                           |
| 兵装         | 砲熕       | ファランクスCIWS×2基  | H/PJ-11 CIWS×2-3基        | H/PJ-11 CIWS×2-3基        | 76mm単装砲×3基                    | 20mm機関銃×4基                                 | 30mm単装機関砲×2基                |
| 兵装         | 砲熕       | 12.7mm連装機銃×7基    | H/PJ-11 CIWS×2-3基        | H/PJ-11 CIWS×2-3基        | 25mm単装機関砲×3基                | 12.7mm機関銃×2基                               | 12.7mm機関銃×4基                  |
| 兵装         | ミサイル   | ESSM 8連装発射機×2基  | HHQ-10 18連装発射機×2-3基 | HHQ-10 18連装発射機×2-3基 | VLS×16セル （アスターまたはCAMM） | －                                             | SIMBAD 2連装発射機×2基            |
| 兵装         | ミサイル   | RAM 21連装発射機×2基  | HHQ-10 18連装発射機×2-3基 | HHQ-10 18連装発射機×2-3基 | VLS×16セル （アスターまたはCAMM） | －                                             | SIMBAD 2連装発射機×2基            |
| 航空運用機能 | 飛行甲板   | 全通（STOVL対応）     | 全通                      | 全通                      | スキージャンプ勾配つき全通        | スキージャンプ勾配つき全通                     | 全通                              |
| 航空運用機能 | 搭載機数   | F-35B×6機             | 不明                      | ヘリコプター×30機         | F-35B×4-8機                       | AV-8B×10機 ※将来はF-35Bも考慮                  | ヘリコプター×16機                 |
| 航空運用機能 | 搭載機数   | ヘリコプター×20機以上 | 不明                      | ヘリコプター×30機         | ヘリコプター×6-9機                | ヘリコプター×12機                              | ヘリコプター×16機                 |
| 輸送揚陸機能 | 舟艇       | LCAC-1級×2隻          | LCAC×2-3隻                | LCAC×2-3隻                | 70 t LCU×4隻 またはLCAC-1級×1隻   | LCM-1E型×4隻と複合艇×4〜6隻 またはLCAC-1級×1隻 | LCM×8艇 LCU×2艇またはLCAC-1級×2隻 |
| 輸送揚陸機能 | 上陸部隊   | 約1,900名             | 1,000名以上               | 約1,600名                 | 1,043名                           | 902名                                          | 短期:900名、長期:400名            |
| 同型艦数     | 同型艦数   | 9隻予定               | 不明                      | 3隻（5隻計画中）          | 1隻                               | 1隻（準同型3隻）                               | 3隻（準同型2隻）                  |

## 登場作品

### ゲーム
『Modern Warships』
航空母艦として登場。